# Eurostar International Limited
Eurostar International Limited (EIL) es la empresa ferroviaria que opera los servicios Eurostar. Hasta el 1 de septiembre de 2010, estos servicios eran operados por tres empresas diferentes, del Reino Unido, Francia y Bélgica. Es el principal cliente de Getlink, empresa propietaria del Eurotúnel.

## Historia
Nació en 1990 como European Passenger Services (EPS) (Servicios Europeos de Pasajeros en inglés), una subsidiaria de British Rail. Al ser privatizada British Rail la subsidiaria EPS fue vendida a London and Continental Railways (LCR) como parte del acuerdo de 1996 con el gobierno británico para la construcción y operación de la Línea Ferroviaria de Alta Velocidad High Speed 1 entre Londres y el Eurotúnel. 
En 1998 LCR adjudicó a InterCapital and Regional Rail Ltd (ICRR) un contrato de gestión para administrar EPS hasta 2010. La compañía cambió de nombre a Eurostar (UK) Limited (EUKL).
El 31 de diciembre de 2009, EUKL fue renombrada Eurostar International Limited (EIL) y el 1 de septiembre de 2010 los tres operadores nacionales que operaban los servicios Eurostar pasaron a formar parte del accionariado -SNCF (55%), LCR (40%) y NMBS/SNCB (5%)-. En junio de 2014, el 40% del capital social perteneciente a LCR fue trasferido a la Tesorería de Su Majestad para proceder a su venta, que se realizó en marzo de 2015. La Caja de Depósitos e Inversiones de Quebec se quedó con el 30% y Federated Hermes Infrastructure el 10%.
En abril de 2022, EIL se integró, junto con Thalys International (operadora de los servicios Thalys), en un nuevo grupo empresarial, Eurostar Group, al que se incorporaron sus accionistas como socios. Al ser SNCF el accionista principal de Thalys International, con un 70% del capital social, el reparto de acciones en el nuevo holding quedó de la siguiente manera: SNCF Voyageurs (55.75%), Caisse de dépôt et placement du Québec (19.31%), SNCB (18.5%) y Federated Hermes Infrastructure (6.44%). 

## Material rodante
EIL es propietario de 22 "medios-trenes" Eurostar Tres Capitales y de los 14 "medios-trenes" North of London destinados a servicios dentro del Reino Unido denominados Regional Eurostar. 